# Афродита Анадиомена Берска
Афродита Анадиомена Берска (на гръцки: Αναδυομένη Αφροδίτη Βέροιας) е антична мраморна скулптура, открита в Бер (Верия), Гърция. Смята се за най-яркия паметник на античното изкуство от Древна Македония. Представлява голо женско тяло, идентифицирано с Афродита. От статуята е запазен само торсът, като главата, ръцете и краката са унищожени. Оригиналът датира от IV век пр. Хр. и е дело на видния древногръцки художник Апелес.